# Distrito de Bagua
El distrito de Bagua es uno de los seis que conforman la provincia de Bagua, se ubica en el departamento de Amazonas en el Norte del Perú. Limita por el Norte con el distrito de Aramango; por el Este, con los distritos de La Peca y El Parco; por el Sur, con el distrito de Copallín; y por el oeste con los distritos de Bagua Grande y El Milagro (Utcubamba), y la provincia de Jaén (Cajamarca).
Desde el punto de vista jerárquico de la Iglesia católica forma parte del Diócesis de Chachapoyas.

## Historia
El distrito fue creado en el 2008 mediante Ley Nº 29218, en el gobierno del Presidente Alan García. Su capital es la ciudad de Bagua.

## Autoridades

### Municipales
- 2023 - 2026[3]
  - Alcalde: Jabier Julon Perez, de Movimiento Regional Victoria Amazonense.

### Religiosas
- Obispo de Chachapoyas
  - Mons. Emiliano A. Cisneros Martínez, OAR
- Párroco de Bagua: Pbro. Magno Villacrez Vallejos.

## Festividades
- Junio: San Juan.